# 迭戈·多明格斯
迭戈·多明格斯·马丁（西班牙語：Diego Domínguez Martín，2003年5月4日—），西班牙男子皮划艇运动员，2022年世界U23皮划艇竞速锦标赛男子双人划艇500米银牌得主和男子双人划艇1000米铜牌得主、2024年夏季奥林匹克运动会男子双人划艇500米铜牌得主。